# Chelsea (Alabama)
Chelsea é uma cidade  localizada no estado americano do Alabama, no Condado de Shelby.

## Demografia
Segundo o censo americano de 2000, a sua população era de 2949 habitantes.
Em 2006, foi estimada uma população de 3700, um aumento de 751 (25.5%).

## Geografia
De acordo com o United States Census Bureau, a localidade tem uma área de 26,1 km², dos quais 26,0 km² cobertos por terra e 0,1 km² cobertos por água. Chelsea localiza-se a aproximadamente 191 m acima do nível do mar.

## Localidades na vizinhança
O diagrama seguinte representa as localidades num raio de 16 km ao redor de Chelsea.